# فیلیپ بی (نیو ساوت ولز)
فیلیپ بی (به انگلیسی: Phillip Bay) یک حومه شهر در استرالیا است که در نیو ساوت ولز واقع شده‌است.